# 沈家站
沈家站位于中国黑龙江省哈尔滨市呼兰区沈家镇，建于1927年。距哈尔滨站47公里，距佳木斯站460公里。现为四等站。客运办理旅客乘降，行李、包裹托运；货运办理整车、零担货物发到，危险货物仅办理农药、化肥发到。